# Aplonis mavornata
Aplonis mavornata е изчезнал вид птица от семейство Скорецови (Sturnidae).

## Разпространение
Видът е разпространен на островите Кук.